# Ruokojärvi - Suojärvi - Rimpilampi
Ruokojärvi - Suojärvi - Rimpilampi este o arie protejată (arie de protecție specială avifaunistică — SPA) din Finlanda întinsă pe o suprafață de 207 ha, integral pe uscat.

## Localizare
Centrul sitului Ruokojärvi - Suojärvi - Rimpilampi este situat la coordonatele 64°07′46″N 28°45′53″E / 64.1294°N 28.7647°E.

## Înființare
Situl Ruokojärvi - Suojärvi - Rimpilampi a fost declarat arie de protecție specială avifaunistică în august 1998 pentru a proteja 11 specii de animale.

## Biodiversitate
Situată în ecoregiunea boreală, aria protejată nu include niciun habitat protejat.
La baza desemnării sitului se află mai multe specii protejate de  păsări (11): rață sulițar (Anas acuta), rața moțată (Aythya fuligula), lebădă de iarnă (Cygnus cygnus), șoimul rândunelelor (Falco subbuteo), cocor (Grus grus), pescăruș râzător (Larus ridibundus), cresteț pestriț (Porzana porzana), Spatula clypeata, rață cârâitoare (Spatula querquedula), chiră de baltă (Sterna hirundo), fluierar de mlaștină (Tringa glareola).
Pe lângă speciile protejate, pe teritoriul sitului au mai fost identificate 11 specii de păsări.